# 廣福
22°26′55.42″N 114°10′28.62″E / 22.4487278°N 114.1746167°E

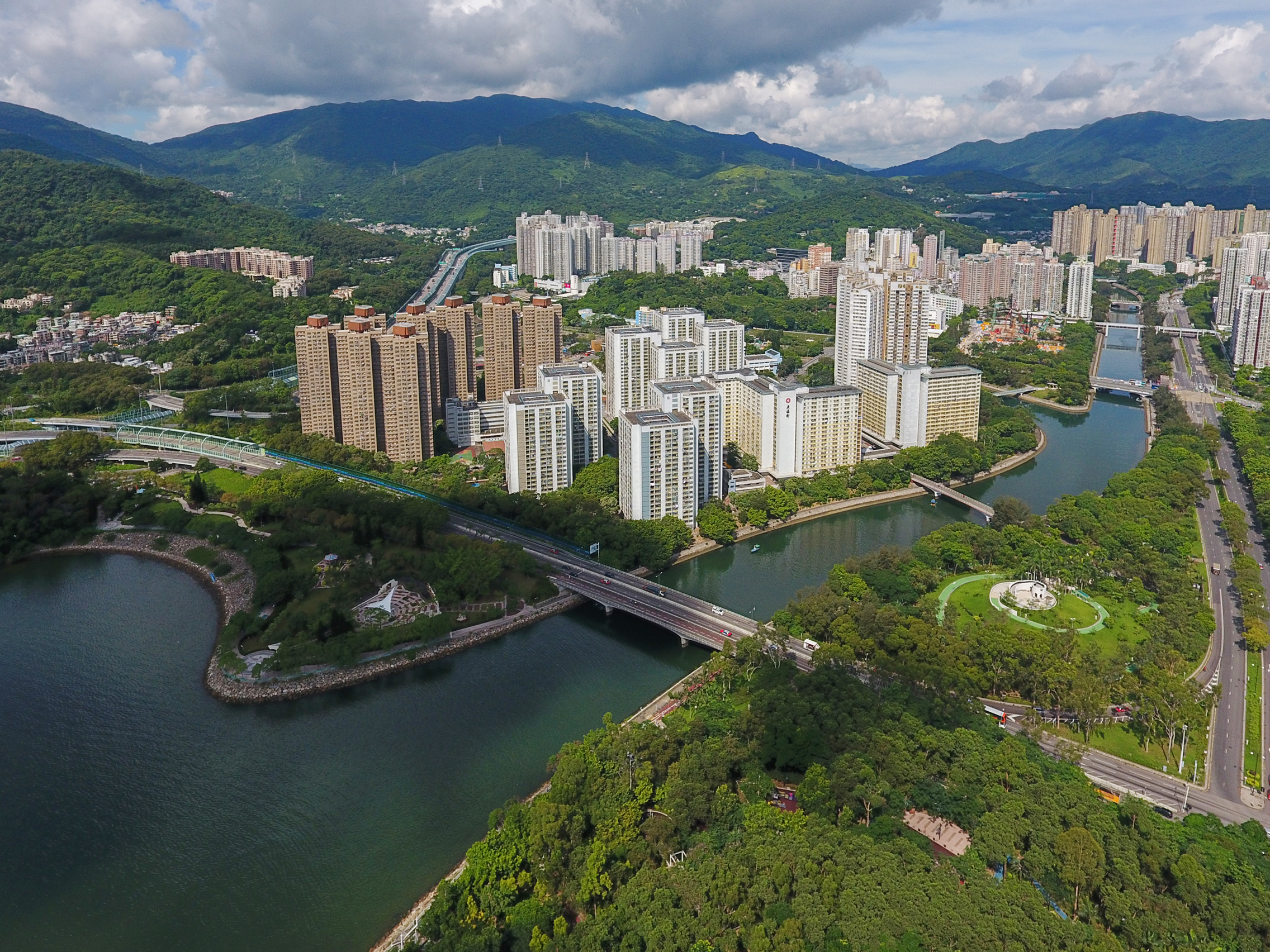
廣福全貌（2017年7月）

廣福（英語：Kwong Fuk）是位於香港新界大埔新市鎮東部的地方，名稱源於區內公共屋邨廣福邨南面的廣福道。區內有一個公共屋邨—廣福邨和一個居屋屋苑—宏福苑。
1960年代之前廣福的位置不是陸地，而是大埔海的岸邊，當時是停泊漁船的地方。到1980年代進行填海工程，將整條海岸線由大埔墟、大埔舊墟向右推至廣福邨的位置，與本是孤島的元洲仔連陸，形成現今廣福邨和宏福苑的填海地。